# Maximilian Friedrich von Nesselrode-Hugenpoet

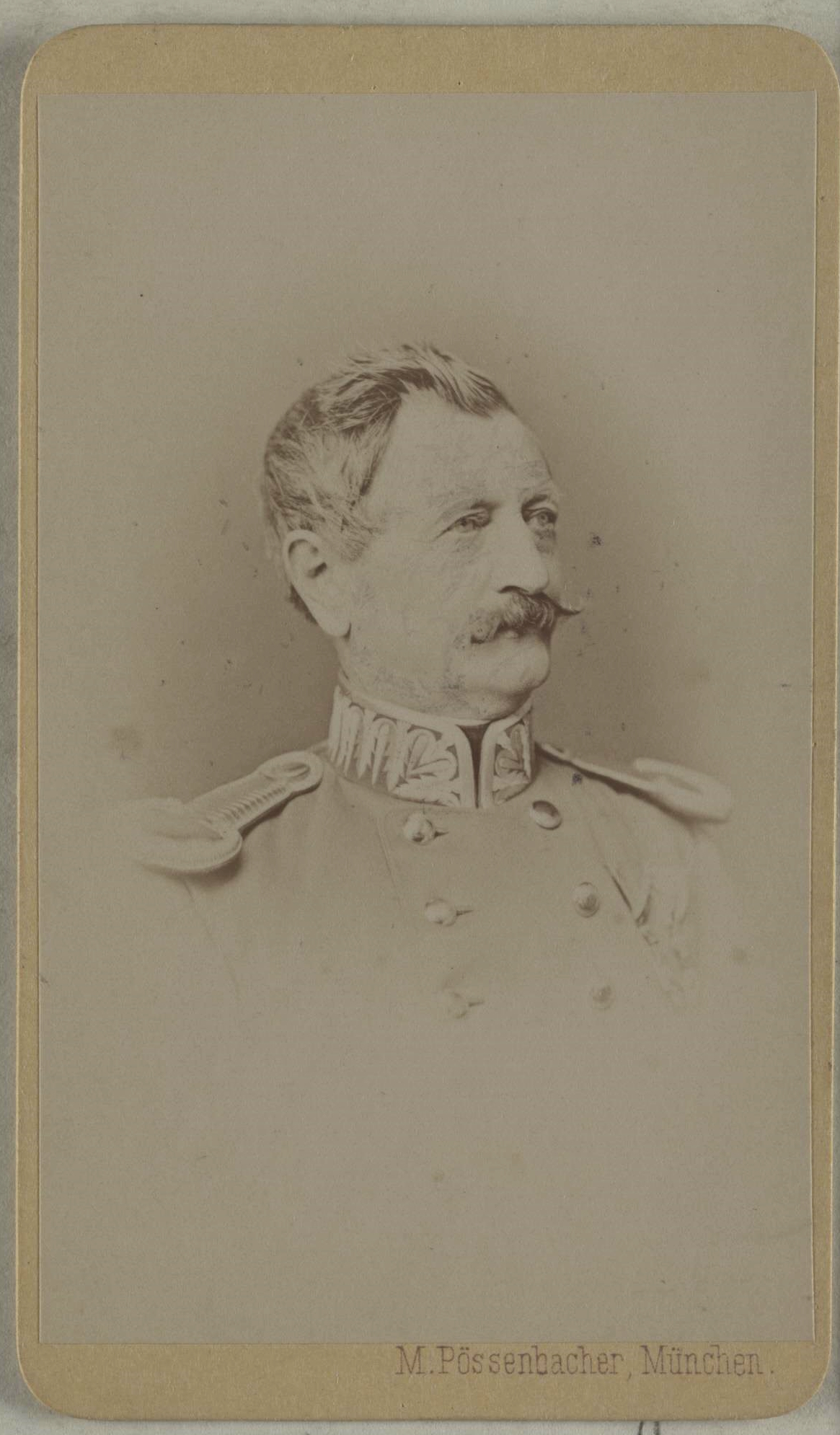
Maximilian Friedrich von Nesselrode-Hugenpoet (um 1850)

Maximilian Friedrich Freiherr von Nesselrode-Hugenpoet (* 15. Februar 1773 in Düsseldorf; † 17. August 1851 in Augsburg) war ein bayerischer Offizier, zuletzt Generalmajor sowie Kommandant von Nürnberg und Augsburg.

## Leben

### Familie
Er entstammte dem alten ursprünglich rheinländisch-westfälischen Adelsgeschlecht von Nesselrode. Anfang des 16. Jahrhunderts begründete die Familie die Zweiglinie zu Hugenpoet (auch Hugenpoët, benannt nach dem Schloss Hugenpoet), deren Angehörige später vor allem in den Niederlanden und in Bayern zu Besitz und Ansehen gelangten.
Sein Vater Franz Karl Leopold von Nesselrode-Hugenpoet war herzoglich jülicher Sekretär, Kämmerer und Hofkammerrat. Seine Mutter Maria Theresia war eine geborene Freiin von Haxthausen-Liepering. Maximilian Friedrichs Bruder Carl-Theodor Freiherr von Nesselrode-Hugenpoet diente als Major im 4. Linieninfanterie-Regiment.

### Militärkarriere
Maximilian Friedrich war sechs Jahre in der herzoglich pfalz-zweibrücker Pagerie und trat am 1. Januar 1794 als Unterleutnant in die Leibkompanie des herzoglich pfalz-zweibrücker Leibgarde-Regiment zu Fuß ein. Im März 1799 wurde er zum 1. Chevaulegers-Regiment versetzt und am 23. Oktober 1799 zum Oberleutnant befördert. 1800 kam er mit zwei Eskadronen seines Regiments zum kombinierten Chevaulegers-Regiment, mit dem er im gleichen Jahr am Feldzug gegen Frankreich teilnahm.
In der Schlacht bei Hohenlinden (3. Dezember 1800) erhielt die Leibeskadron, bei der auch Nesselrode diente, den Befehl, eine französische Batterie zu nehmen. Das Unternehmen gelang, allerdings konnten nur zwei Kanonen und eine Haubitze erobert werden. Schon beim ersten Angriff auf die Batterie wurde Nesselrode durch einen Schuss in den Oberschenkel schwer verwundet. Er stürzte vom Pferd und geriet in französische Kriegsgefangenschaft, wobei er von den französischen Chasseurs ausgeplündert wurde. Kameraden aus seiner Einheit konnten ihren Oberleutnant nach einem heftigen Gefecht befreien. General Zweibrücken erwähnte Nesselrode in seinem offiziellen Bericht über die Schlacht bei Hohenlinden ausdrücklich und lobte sein tapferes Verhalten. Auch im kurfürstlichen Reskript vom 23. August 1801 wurde Nesselrode wegen seines Mutes bei Hohenlinden belobigt und mit Kabinettsorder vom 28. November 1802 mit dem Militär-Ehrenzeichen ausgezeichnet. Am selben Tag wurde ihm der Charakter eines Rittmeisters verliehen.
Wegen seiner Verwundung war er bis zum Jahre 1804 dienstunfähig. Am 28. April 1804 kam er zum 1. Chevaulegers-Regiment zurück und wurde am 3. Dezember 1804 zum wirklichen Rittmeister befördert. Als solcher nahm er 1805 mit seinem Regiment, das seit Juli 1804 den Namen „Kurprinz“ trug, am Feldzug gegen Österreich teil. Im Gefecht bei Stecken (5. Dezember 1805) wurde Nesselrode erneut verwundet. Mit der Stiftung des Militär-Max-Joseph-Ordens am 1. Januar 1806 (rückwirkend zum Armeebefehl vom 1. März 1806) durch König Maximilian I. Joseph von Bayern, wurde er zum Ritter des Ordens ernannt.
Während des Feldzuges gegen Preußen 1806/07 war Nesselrode beim Depot und kam erst im Juli 1807 zum mobilen Einsatz. Am 25. Januar 1808 erhielt er seine Beförderung zum Major im 4. Chevaulegers-Regiment „Bubenhofen“. Mit dieser Einheit nahm er 1809 am Feldzug gegen Österreich teil. Seine Beförderung zum Oberstleutnant im 3. Chevaulegers-Regiment „Leiningen“ erfolgte am 4. September 1810. Während der Feldzüge von 1812/15 stand Nesselrode bei der Reservedivision seiner Einheit.
Am 22. August 1814 wurden er und sein Bruder Carl-Theodor bei der Freiherrenklasse der Adelsmatrikel im Königreich Bayern eingetragen. Er wurde am 11. Februar 1824 zum Oberst befördert und zum Kommandanten von Nürnberg ernannt. Am 22. Mai 1836 wurde ihm der Charakter eines Generalmajors verliehen und am 30. März 1838 zum wirklichen Generalmajor befördert. Kurze Zeit später, am 21. April 1838, wurde er Kommandant von Augsburg und am 4. Dezember 1839 mit dem Ehrenkreuz des Ludwigs-Ordens ausgezeichnet.
Maximilian Friedrich Freiherr von Nesselrode-Hugenpoet wurde am 18. Oktober 1844 pensioniert und starb am 17. August 1851 im Alter von 78 Jahren in Augsburg.

### Ehe und Nachkommen
Maximilian Friedrich heiratete 1810 Sophie von Eisenhofen (1788–1866). Das Paar hinterließ die beiden Söhne und Freiherren Karl Philipp (1816–1894) und Hermann Bertram von Nesselrode-Hugenpoet (1820–1878). Beide dienten zuletzt als Oberste in der Bayerischen Armee.
Maximilian Friedrichs natürlicher Sohn Maximilian Freiherr von Nesselrode-Hugenpoet (* 1804), aus der Verbindung mit Catharina Schlicker, erhielt am 6. Februar 1826 eine bayerische Adelslegitimation unter Beilegung des väterlichen Namens und Wappens. Am 15. April 1879 zu Hohenschwangau wurde er in den bayerischen Freiherrenstand erhoben, seine Immatrikulation bei der Freiherrenklasse im Königreich Bayern erfolgte am 9. Mai 1879. Maximilian starb am 12. Juli 1886 in München als bayerischer Kammerjunker und Generalleutnant z. D.